# Iota
Ne doit pas être confondu avec Iota latin, Iota cyrillique ou yotta.
Pour les articles homonymes, voir Iota (homonymie).
Cette page contient des caractères spéciaux ou non latins. S’ils s’affichent mal (▯, ?, etc.), consultez la page d’aide Unicode.
Iota (capitale Ι, minuscule ι ; en grec ιώτα), est la neuvième lettre de l'alphabet grec. Dérivée de la lettre yod  de l'alphabet phénicien, elle est l'ancêtre des lettres I et J de l'alphabet latin et des lettres І, Ї et Ј de l'alphabet cyrillique.

## Usage
En grec moderne, iota représente une voyelle fermée antérieure non arrondie /i/. En grec ancien, la lettre représente la version longue /i:/ (notée ῑ en métrique) ou courte /i/ (ῐ) de cette voyelle ; cette distinction s'est perdue avec l'évolution de la langue.
En grec ancien, le iota sert également à la formation de diphtongues. À la suite de voyelles courtes, il est prononcé et écrit normalement (αι, ει, οι). Après une voyelle longue, sa prononciation s'est perdue après l'époque classique ; en orthographe polytonique, cette ancienne présence d'un iota devenu muet est notée par un iota souscrit, un petit « ι » écrit sous la voyelle, par exemple : « ᾳ » (alpha minuscule long + iota souscrit), « ῃ » (êta minuscule + iota souscrit), « ῳ » (oméga minuscule + iota souscrit). En majuscule, on peut aussi mettre un iota souscrit : ᾼ, ῌ, ῼ, mais, le plus souvent, le iota est placé à côté de la majuscule (Αι, Ηι ou Ωι). Il est alors dit « iota adscrit ».

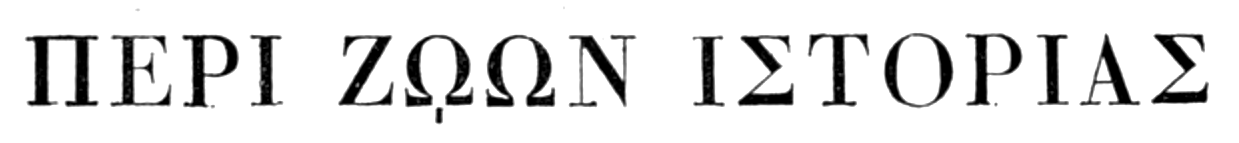
Περί ζῴων ἱστορίας en lettres capitales avec un iota souscrit dans l’édition de 1863 publiée chez Firmin Didot frères.
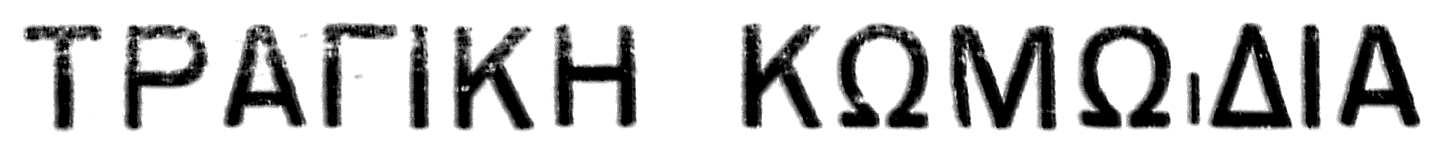
Τραγική κωμῳδία en lettres capitales avec un iota adscrit dans le journal Θάρρος du 1er mai 1911.

Dans le système de numération grecque, iota vaut 10.
En français, la lettre iota est utilisée pour décrire une petite quantité négligeable. L'expression « pas un iota », c'est-à-dire « pas la plus petite quantité » fait référence à une phrase du Nouveau Testament (Matthieu 5:18) : « tant que le ciel et la terre ne passeront pas, il ne disparaîtra pas de la loi un seul iota ou un seul trait de lettre, jusqu'à ce que tout soit arrivé ».

## Histoire

### Origine
La lettre iota tire son origine de la lettre correspondante de l'alphabet phénicien, . Celle-ci provient peut-être de l'alphabet protosinaïtique, une écriture utilisée dans le Sinaï il y a plus de 3 500 ans, elle-même probablement dérivée de certains hiéroglyphes égyptiens ; le hiéroglyphe sur lequel la lettre phénicienne est basée signifierait « main » ou « bras ». L'alphabet phénicien atteint une forme plus ou moins standard vers le XIe siècle av. J.-C. Sa 10e lettre est une consonne (l'alphabet phénicien est un abjad qui ne note pas les voyelles) correspondant probablement au son [j].
La lettre correspondante de l'alphabet sudarabique est , y, correspondant à la lettre የ, yämän, de l'alphasyllabaire guèze. Dans les alphabets sémitiques, la lettre phénicienne a conduit au syriaque ܝ, à l'hébreu י, à l'araméen , à l'arabe ي et au berbère ⵉ.

### Alphabets archaïques

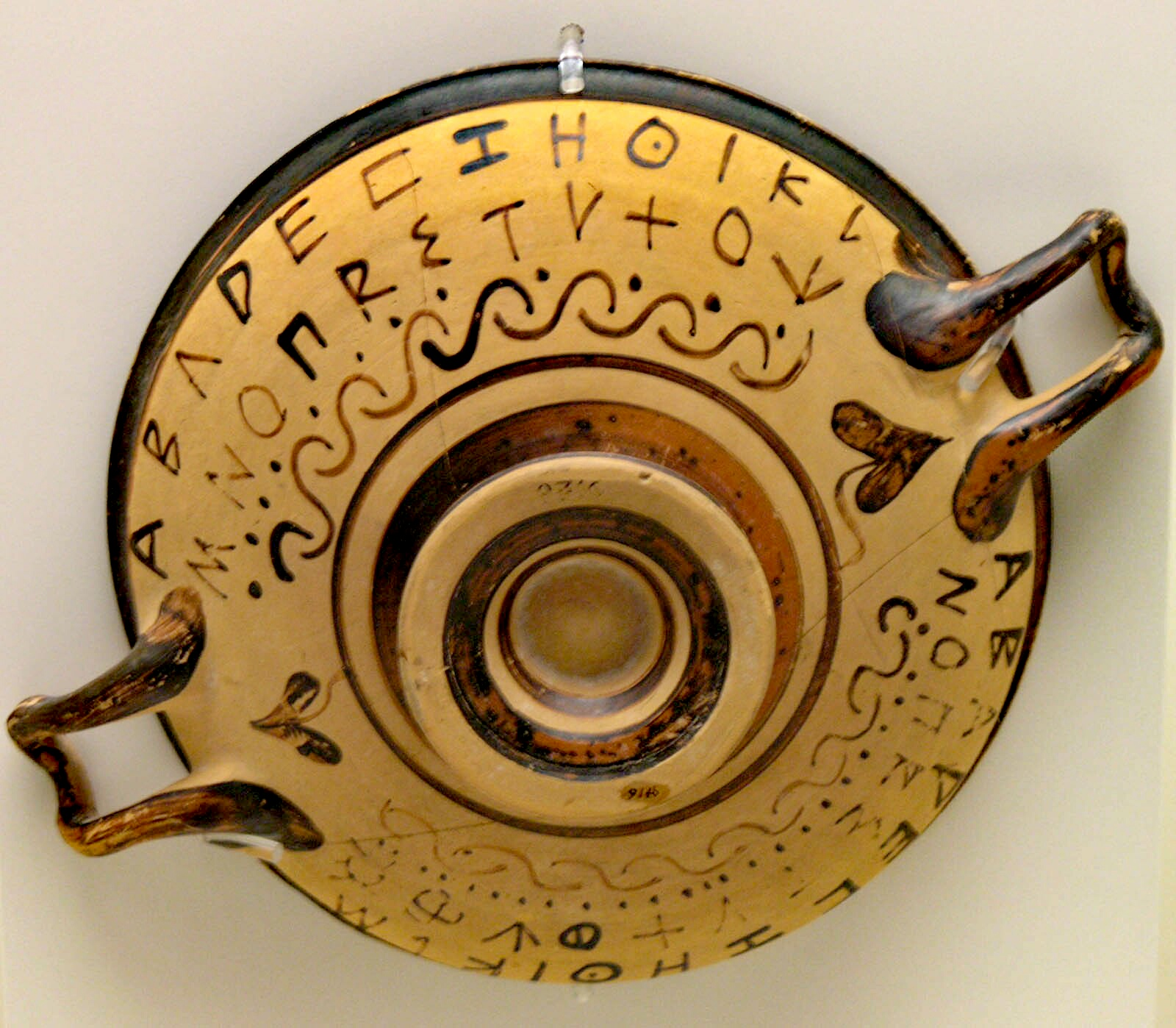
Alphabet grec peint sur la panse d'une coupe attique à figures noires ; le iota est écrit sous la forme d'un trait vertical.

À l'époque archaïque, les peuples grecs adaptent l'alphabet phénicien pour écrire leur propre langue. Le yod phénicien est utilisé pour noter le son /i/, proche. Les différentes alphabets grecs archaïques utilisent des symboles divers pour noter le iota, principalement sous la forme d'une ligne verticale droite ou une courbée avec trois ou quatre lignes angulaires, voire plus. La forme courbée est une forme plus ancienne et reste commune dans les variétés de grec où elle ne peut pas être confondue avec sigma, celui-ci étant remplacé par san.
En résumé, le iota prend des formes diverses comme, :
- (Arcadie, Argos, Attique, Béotie, Cnide, Délos, Égine, Eubée, Ionie, Ithaque, Laconie, Mégare, Naxos, Paros, Rhodes, Sicyone, Thessalie, Tirynthe)
- (Ithaque)
- (Corinthe, Ithaque)
- (Achaïe, Arcadie, Crète, Milos, Santorin, Tirynthe)
- (Corinthe)

### Évolution
La forme actuelle de la lettre provient de l'alphabet utilisé en Ionie, qui est progressivement adopté par le reste du monde grec antique (Athènes passe un décret formel pour son adoption officielle en 403 av. J.-C. ; son usage est commun dans les cités grecques avant le milieu du IVe siècle av. J.-C.).
L'alphabet grec reste monocaméral pendant longtemps. Les formes minuscules proviennent de l'onciale grecque, une graphie particulière créée à partir de la majuscule et de la cursive romaine vers le IIIe siècle et adaptée à l'écriture à la plume, et sont créées vers le IXe siècle. Pendant la Renaissance, les imprimeurs adoptent la forme minuscule pour les polices bas-de-casse, et modèlent les lettres capitales sur les formes des anciennes inscriptions, conduisant le grec à devenir bicaméral.

### Nom
Tout comme la plupart des noms des autres lettres, « iota » ne signifie rien de particulier en grec et n'est qu'un emprunt direct au nom de la lettre en phénicien. Il est supposé que le nom de la lettre phénicienne correspondante signifierait « main ».
En grec, la lettre est appelée ιώτα (iốta), prononcée /ióta/. En grec ancien, elle est nommée ἰῶτα (iỗta), prononcée /ˈiɔːˌ.ta/.

### Dérivés
La lettre iota est transmise à l'alphabet étrusque via l'alphabet grec employé en Eubée — alphabet que les Étrusques apprennent à Pithécusses (Ischia), près de Cumes — pour transcrire à la fois le son voyelle /i/ et le son consonnantal /j/. Cet usage est conservé dans l'alphabet latin pour donner naissance à la lettre I. La lettre J apparait au XVIe siècle pour différencier les deux sons.
Dans l'alphabet cyrillique, le iota donne naissance aux lettres І, Ї et Ј.
Dans l'alphabet copte, la lettre conduit à la lettre iōta, Ⲓ.
Il est possible que l'alphabet arménien dérive de l'alphabet grec. Dans ce cas, le hi, Յ, et l'ini, Ի, dériveraient du iota.

Yod phénicien
Iota épigraphique grec
Iota grec majuscule moderne
Écriture onciale
Variantes cursives
Variantes minuscules
Iota grec minuscule moderne
I étrusque
I latin
J latin
Iōta copte

### Une expression
Le souvenir de la controverse survenue au cours du Premier concile de Nicée est resté dans l'expression « ne pas bouger d'un iota », laquelle utilisait une citation du Nouveau Testament : « Pas un iota, pas un détail de la loi ne passeront avant que tout soit accompli », Mt 5. 18. Les Nicéens soutenaient que le Fils était « de même substance » (ὁμοούσιος, homoousios) que le Père, tandis que les (semi-)ariens, qui furent excommuniés, soutenaient que le Fils était « de substance semblable » (ὁμοιούσιος, homoiousios) au Père. Les deux termes ne se distinguaient en effet que par un iota, mais étaient de sens très différent.

## Diacritiques
Dans l'orthographe polytonique du grec ancien, iota, comme les autres voyelles, peut être diacritée :
- accent aigu : ί ;
- accent grave : ὶ
- accent circonflexe : ῖ
- esprit rude : ἱ
- esprit doux : ἰ

Des combinaisons de ces signes sont possibles : ἲ, ἳ, ἴ, ἵ, ἶ, ἷ.

## Codage
La majuscule Ι possède les codages suivants :
- Unicode : U+0399
- Entité HTML : &Iota;
- TeX : \Iota ; {\displaystyle \mathrm {I} }
- DOS Greek : 136
- DOS Greek-2 : 173
- Windows-1253 : 201

La minuscule ι possède les codages suivants :
- Unicode : U+03B9
- Entité HTML : &iota;
- TeX : \iota ; {\displaystyle \iota }
- DOS Greek : 160
- DOS Greek-2 : 227
- Windows-1253 : 233

Le tableau suivant recense les différents caractères Unicode utilisant le iota :
| Caractère | Représentation | Code    | Bloc Unicode                           | Nom Unicode                                                  |
| --------- | -------------- | ------- | -------------------------------------- | ------------------------------------------------------------ |
| ι         | ι              | U+03B9  | Grec et copte                          | Lettre minuscule grecque iota                                |
| Ι         | Ι              | U+0399  | Grec et copte                          | Lettre majuscule grecque iota                                |
| ί         | ί              | U+03AF  | Grec et copte                          | Lettre minuscule grecque iota accent                         |
| ΐ         | ΐ              | U+0390  | Grec et copte                          | Lettre minuscule grecque iota tréma et accent                |
| ϊ         | ϊ              | U+03CA  | Grec et copte                          | Lettre minuscule grecque iota tréma                          |
| Ί         | Ί              | U+038A  | Grec et copte                          | Lettre majuscule grecque iota accent                         |
| Ϊ         | Ϊ              | U+03AA  | Grec et copte                          | Lettre majuscule grecque iota tréma                          |
| ͺ         | ͺ              | U+037A  | Grec et copte                          | Caractère grec iota souscrit                                 |
| ἰ         | ἰ              | U+1F30  | Grec étendu                            | Lettre minuscule grecque iota esprit doux                    |
| ἱ         | ἱ              | U+1F31  | Grec étendu                            | Lettre minuscule grecque iota esprit rude                    |
| ἲ         | ἲ              | U+1F32  | Grec étendu                            | Lettre minuscule grecque iota esprit doux et accent grave    |
| ἳ         | ἳ              | U+1F33  | Grec étendu                            | Lettre minuscule grecque iota esprit rude et accent grave    |
| ἴ         | ἴ              | U+1F34  | Grec étendu                            | Lettre minuscule grecque iota esprit doux et accent aigu     |
| ἵ         | ἵ              | U+1F35  | Grec étendu                            | Lettre minuscule grecque iota esprit rude et accent aigu     |
| ἶ         | ἶ              | U+1F36  | Grec étendu                            | Lettre minuscule grecque iota esprit doux et circonflexe     |
| ἷ         | ἷ              | U+1F37  | Grec étendu                            | Lettre minuscule grecque iota esprit rude et circonflexe     |
| Ἰ         | Ἰ              | U+1F38  | Grec étendu                            | Lettre majuscule grecque iota esprit doux                    |
| Ἱ         | Ἱ              | U+1F39  | Grec étendu                            | Lettre majuscule grecque iota esprit rude                    |
| Ἲ         | Ἲ              | U+1F3A  | Grec étendu                            | Lettre majuscule grecque iota esprit doux et accent grave    |
| Ἳ         | Ἳ              | U+1F3B  | Grec étendu                            | Lettre majuscule grecque iota esprit rude et accent grave    |
| Ἴ         | Ἴ              | U+1F3C  | Grec étendu                            | Lettre majuscule grecque iota esprit doux et accent aigu     |
| Ἵ         | Ἵ              | U+1F3D  | Grec étendu                            | Lettre majuscule grecque iota esprit rude et accent aigu     |
| Ἶ         | Ἶ              | U+1F3E  | Grec étendu                            | Lettre majuscule grecque iota esprit doux et circonflexe     |
| Ἷ         | Ἷ              | U+1F3F  | Grec étendu                            | Lettre majuscule grecque iota esprit rude et circonflexe     |
| ὶ         | ὶ              | U+1F76  | Grec étendu                            | Lettre minuscule grecque iota accent grave                   |
| ί         | ί              | U+1F77  | Grec étendu                            | Lettre minuscule grecque iota accent aigu                    |
| ι         | ι              | U+1FBE  | Grec étendu                            | Iota souscrit                                                |
| ῐ         | ῐ              | U+1FD0  | Grec étendu                            | Lettre minuscule grecque iota brêve                          |
| ῑ         | ῑ              | U+1FD1  | Grec étendu                            | Lettre minuscule grecque iota macron                         |
| ῒ         | ῒ              | U+1FD2  | Grec étendu                            | Lettre minuscule grecque iota tréma et accent grave          |
| ΐ         | ΐ              | U+1FD3  | Grec étendu                            | Lettre minuscule grecque iota tréma et accent aigu           |
| ῖ         | ῖ              | U+1FD6  | Grec étendu                            | Lettre minuscule grecque iota circonflexe                    |
| ῗ         | ῗ              | U+1FD7  | Grec étendu                            | Lettre minuscule grecque iota tréma et circonflexe           |
| Ῐ         | Ῐ              | U+1FD8  | Grec étendu                            | Lettre majuscule grecque iota brêve                          |
| Ῑ         | Ῑ              | U+1FD9  | Grec étendu                            | Lettre majuscule grecque iota macron                         |
| Ὶ         | Ὶ              | U+1FDA  | Grec étendu                            | Lettre majuscule grecque iota tréma et accent grave          |
| Ί         | Ί              | U+1FDB  | Grec étendu                            | Lettre majuscule grecque iota tréma et accent aigu           |
| 𝚰         | 𝚰              | U+1D6B0 | Symboles mathématiques alphanumériques | Majuscule mathématique grasse iota                           |
| 𝛊         | 𝛊              | U+1D6CA | Symboles mathématiques alphanumériques | Minuscule mathématique grasse iota                           |
| 𝛪         | 𝛪              | U+1D6EA | Symboles mathématiques alphanumériques | Majuscule mathématique italique iota                         |
| 𝜄         | 𝜄              | U+1D704 | Symboles mathématiques alphanumériques | Minuscule mathématique italique iota                         |
| 𝜤         | 𝜤              | U+1D724 | Symboles mathématiques alphanumériques | Majuscule mathématique italique grasse iota                  |
| 𝜾         | 𝜾              | U+1D73E | Symboles mathématiques alphanumériques | Minuscule mathématique italique grasse iota                  |
| 𝝞         | 𝝞              | U+1D75E | Symboles mathématiques alphanumériques | Majuscule mathématique grasse sans empattement iota          |
| 𝝸         | 𝝸              | U+1D778 | Symboles mathématiques alphanumériques | Minuscule mathématique grasse sans empattement iota          |
| 𝞘         | 𝞘              | U+1D798 | Symboles mathématiques alphanumériques | Majuscule mathématique italique grasse sans empattement iota |
| 𝞲         | 𝞲              | U+1D7B2 | Symboles mathématiques alphanumériques | Minuscule mathématique italique grasse sans empattement iota |